# Wereldbeker veldrijden 2021-2022
De wereldbeker veldrijden 2021-2022 was het 29ste seizoen van het regelmatigheidscriterium in het veldrijden. De wereldbeker werd georganiseerd door Flanders Classics onder auspiciën van de Internationale Wielerunie (UCI) en kan gezien worden als het belangrijkste regelmatigheidscriterium in het veldrijden. Het is tevens de meest internationale. De wereldbeker telde aanvankelijk zestien crossen. De Scheldecross in Antwerpen werd echter afgelast vanwege de coronapandemie, waardoor er vijftien crossen resteerden. Bij vier wereldbekers werden de jeugdcategorieën verreden (waren er aanvankelijk vijf, maar in Hoogerheide mochten er vanwege de Nederlandse coronamaatregelen geen jeugdwedstrijden worden verreden).
De wereldbeker bestond uit de volgende categorieën:
- Mannen elite: 23 jaar en ouder
- Vrouwen elite: 19 jaar en ouder
- Mannen beloften: 19 t/m 22 jaar
- Jongens junioren: 17 t/m 18 jaar
- Meisjes junioren: 17 t/m 18 jaar

Voor de vrouwen beloften (19 t/m 22 jaar) was geen aparte categorie. Zij reden de wedstrijden bij de vrouwen elite. Er werd wel een wereldbekerklassement opgemaakt en per wereldbekerwedstrijd een aparte podiumceremonie georganiseerd voor de vrouwen beloften.

## Puntenverdeling
Punten werden toegekend aan de eerste vijfentwintig crossers per categorie, aan de hand van de volgende tabel:
| Positie | 1  | 2  | 3  | 4  | 5  | 6  | 7  | 8  | 9  | 10 | 11 | 12 | 13 | 14 | 15 | 16 | 17 | 18 | 19 | 20 | 21 | 22 | 23 | 24 | 25 |
| Punten  | 40 | 30 | 25 | 22 | 21 | 20 | 19 | 18 | 17 | 16 | 15 | 14 | 13 | 12 | 11 | 10 | 9  | 8  | 7  | 6  | 5  | 4  | 3  | 2  | 1  |

Voor de categorieën mannen beloften, jongens junioren en meisjes junioren, werden alleen de beste 4 resultaten per renner in rekening genomen voor het wereldbekerklassement.
Mannen beloften rijders die deelnamen aan een wereldbekerwedstrijd in de mannen elite categorie, konden in de elite wedstrijd geen punten verdienen voor het wereldbekerklassement voor de beloften categorie.
Er werd een rangschikking per land opgemaakt, door een totaaltelling van de eerste drie rijders per land van de volgende categorieën: mannen elite, vrouwen elite, mannen beloften, vrouwen beloften, jongens junioren en meisjes junioren. Bij een gelijke stand, was de klassering van de beste individuele rijder doorslaggevend. De rangschikking werd opgemaakt per wereldbekerwedstrijd, per categorie. Er werd geen algemeen landenklassement opgemaakt over het seizoen of over de categorieën opgeteld.

## Mannen elite

### Kalender en podia
| Datum      | Locatie                                | Eerste                                | Tweede                                | Derde                                 | Leider in het klassement |
| ---------- | -------------------------------------- | ------------------------------------- | ------------------------------------- | ------------------------------------- | ------------------------ |
| 10/10/2021 | Wereldbeker Waterloo, Waterloo         | Eli Iserbyt                           | Michael Vanthourenhout                | Quinten Hermans                       | Eli Iserbyt              |
| 13/10/2021 | Wereldbeker Fayetteville, Fayetteville | Quinten Hermans                       | Eli Iserbyt                           | Michael Vanthourenhout                | Eli Iserbyt              |
| 17/10/2021 | Wereldbeker Iowa City, Iowa City       | Eli Iserbyt                           | Lars van der Haar                     | Michael Vanthourenhout                | Eli Iserbyt              |
| 24/10/2021 | Cyclocross Zonhoven, Zonhoven          | Toon Aerts                            | Lars van der Haar                     | Eli Iserbyt                           | Eli Iserbyt              |
| 31/10/2021 | Druivencross, Overijse                 | Eli Iserbyt                           | Michael Vanthourenhout                | Toon Aerts                            | Eli Iserbyt              |
| 14/11/2021 | Cyclocross Tábor, Tábor                | Lars van der Haar                     | Eli Iserbyt                           | Quinten Hermans                       | Eli Iserbyt              |
| 21/11/2021 | Duinencross, Koksijde                  | Eli Iserbyt                           | Laurens Sweeck                        | Toon Aerts                            | Eli Iserbyt              |
| 28/11/2021 | Wereldbeker Besançon, Besançon         | Eli Iserbyt                           | Toon Aerts                            | Pim Ronhaar                           | Eli Iserbyt              |
| 05/12/2021 | Scheldecross, Antwerpen                | Afgelast vanwege de coronamaatregelen | Afgelast vanwege de coronamaatregelen | Afgelast vanwege de coronamaatregelen | Eli Iserbyt              |
| 12/12/2021 | Wereldbeker Val di Sole, Val di Sole   | Wout van Aert                         | Michael Vanthourenhout                | Tom Pidcock                           | Eli Iserbyt              |
| 18/12/2021 | Cyclocross Rucphen, Rucphen            | Tom Pidcock                           | Eli Iserbyt                           | Michael Vanthourenhout                | Eli Iserbyt              |
| 19/12/2021 | Citadelcross, Namen                    | Michael Vanthourenhout                | Tom Pidcock                           | Toon Aerts                            | Eli Iserbyt              |
| 26/12/2021 | Ambiancecross, Dendermonde             | Wout van Aert                         | Mathieu van der Poel                  | Toon Aerts                            | Eli Iserbyt              |
| 02/01/2022 | Vestingcross, Hulst                    | Tom Pidcock                           | Eli Iserbyt                           | Lars van der Haar                     | Eli Iserbyt              |
| 16/01/2022 | Wereldbeker Flamanville, Flamanville   | Eli Iserbyt                           | Toon Aerts                            | Michael Vanthourenhout                | Eli Iserbyt              |
| 23/01/2022 | GP Adrie van der Poel, Hoogerheide     | Eli Iserbyt                           | Lars van der Haar                     | Tom Pidcock                           | Eli Iserbyt              |

### Eindstand
| Legenda | Legenda | Legenda | Legenda  | Legenda       | Legenda               | Legenda              |
| ------- | ------- | ------- | -------- | ------------- | --------------------- | -------------------- |
| 1e plek | 2e plek | 3e plek | 4 t/m 25 | -geen punten- | niet uitgereden (DNF) | – (niet deelgenomen) |

| Pos. | Renner                 | Team                                         | WAT | FAY | IOW | ZON | OVE | TÁB | KOK | BES | ANT | VAL | RUC | NAM | DEN | HUL | FLA | HOO | Punten |
| ---- | ---------------------- | -------------------------------------------- | --- | --- | --- | --- | --- | --- | --- | --- | --- | --- | --- | --- | --- | --- | --- | --- | ------ |
| 1    | Eli Iserbyt            | Pauwels Sauzen-Bingoal                       | 1   | 2   | 1   | 3   | 1   | 2   | 1   | 1   | /   | 4   | 2   | 5   | 9   | 2   | 1   | 1   | 485    |
| 2    | Michael Vanthourenhout | Pauwels Sauzen-Bingoal                       | 2   | 3   | 3   | 6   | 2   | 5   | –   | 4   | /   | 2   | 3   | 1   | 4   | 6   | 3   | 4   | 357    |
| 3    | Toon Aerts             | Baloise - Trek Lions                         | 6   | 4   | 4   | 1   | 3   | 4   | 3   | 2   | /   | –   | 6   | 3   | 3   | 5   | 2   | 5   | 348    |
| 4    | Quinten Hermans        | Tormans-Circus Cyclo Cross Team              | 3   | 1   | 5   | 5   | 5   | 3   | 4   | –   | /   | 5   | 4   | 4   | 5   | 7   | –   | 7   | 299    |
| 5    | Lars van der Haar      | Baloise - Trek Lions                         | 4   | 14  | 2   | 2   | 6   | 1   | 5   | –   | /   | –   | 5   | 12  | 10  | 3   | –   | 2   | 281    |
| 6    | Laurens Sweeck         | Pauwels Sauzen-Bingoal                       | –   | –   | –   | 4   | 4   | 6   | 2   | 10  | /   | –   | 7   | 7   | 7   | 8   | 4   | 10  | 223    |
| 7    | Corné van Kessel       | Tormans-Circus Cyclo Cross Team              | 10  | 16  | 20  | 8   | 7   | 7   | 6   | 5   | /   | 10  | 8   | 8   | 6   | DNF | 7   | DNF | 220    |
| 8    | Toon Vandebosch        | Pauwels Sauzen-Bingoal                       | 11  | 9   | 12  | 9   | 15  | 17  | 11  | 8   | /   | 9   | 10  | 20  | 13  | 10  | 8   | 9   | 219    |
| 9    | Daan Soete             | CX Team Deschacht-Group Hens-Maes Containers | 12  | 11  | 7   | 7   | 17  | 12  | 8   | –   | /   | 8   | 13  | 6   | 18  | 11  | 11  | 11  | 212    |
| 10   | Vincent Baestaens      | CX Team Deschacht-Group Hens-Maes Containers | 7   | –   | 10  | 15  | 13  | 8   | 7   | 15  | /   | 11  | 9   | 13  | 12  | 9   | 13  | 21  | 201    |

## Vrouwen elite

### Kalender en podia
| Datum      | Locatie                                | Eerste                                | Tweede                                | Derde                                 | Leidster in het klassement |
| ---------- | -------------------------------------- | ------------------------------------- | ------------------------------------- | ------------------------------------- | -------------------------- |
| 10/10/2021 | Wereldbeker Waterloo, Waterloo         | Marianne Vos                          | Lucinda Brand                         | Denise Betsema                        | Marianne Vos               |
| 13/10/2021 | Wereldbeker Fayetteville, Fayetteville | Lucinda Brand                         | Denise Betsema                        | Clara Honsinger                       | Lucinda Brand              |
| 17/10/2021 | Wereldbeker Iowa City, Iowa City       | Marianne Vos                          | Denise Betsema                        | Kata Blanka Vas                       | Marianne Vos               |
| 24/10/2021 | Cyclocross Zonhoven, Zonhoven          | Denise Betsema                        | Lucinda Brand                         | Ceylin del Carmen Alvarado            | Denise Betsema             |
| 31/10/2021 | Druivencross, Overijse                 | Kata Blanka Vas                       | Puck Pieterse                         | Lucinda Brand                         | Lucinda Brand              |
| 14/11/2021 | Cyclocross Tábor, Tábor                | Lucinda Brand                         | Puck Pieterse                         | Annemarie Worst                       | Lucinda Brand              |
| 21/11/2021 | Duinencross, Koksijde                  | Annemarie Worst                       | Denise Betsema                        | Lucinda Brand                         | Lucinda Brand              |
| 28/11/2021 | Wereldbeker Besançon, Besançon         | Lucinda Brand                         | Maghalie Rochette                     | Denise Betsema                        | Lucinda Brand              |
| 05/12/2021 | Scheldecross, Antwerpen                | Afgelast vanwege de coronamaatregelen | Afgelast vanwege de coronamaatregelen | Afgelast vanwege de coronamaatregelen | Lucinda Brand              |
| 12/12/2021 | Wereldbeker Val di Sole, Val di Sole   | Fem van Empel                         | Marianne Vos                          | Maghalie Rochette                     | Lucinda Brand              |
| 18/12/2021 | Cyclocross Rucphen, Rucphen            | Marianne Vos                          | Lucinda Brand                         | Denise Betsema                        | Lucinda Brand              |
| 19/12/2021 | Citadelcross, Namen                    | Lucinda Brand                         | Denise Betsema                        | Puck Pieterse                         | Lucinda Brand              |
| 26/12/2021 | Ambiancecross, Dendermonde             | Lucinda Brand                         | Clara Honsinger                       | Denise Betsema                        | Lucinda Brand              |
| 02/01/2022 | Vestingcross, Hulst                    | Lucinda Brand                         | Puck Pieterse                         | Annemarie Worst                       | Lucinda Brand              |
| 16/01/2022 | Wereldbeker Flamanville, Flamanville   | Fem van Empel                         | Puck Pieterse                         | Kata Blanka Vas                       | Lucinda Brand              |
| 23/01/2022 | GP Adrie van der Poel, Hoogerheide     | Marianne Vos                          | Lucinda Brand                         | Puck Pieterse                         | Lucinda Brand              |

### Eindstand
| Legenda | Legenda | Legenda | Legenda  | Legenda       | Legenda               | Legenda              |
| ------- | ------- | ------- | -------- | ------------- | --------------------- | -------------------- |
| 1e plek | 2e plek | 3e plek | 4 t/m 25 | -geen punten- | niet uitgereden (DNF) | – (niet deelgenomen) |

| Pos. | Renster              | Team                   | WAT | FAY | IOW | ZON | OVE | TÁB | KOK | BEN | ANT | VAL | RUC | NAM | DEN | HUL | FLA | HOO | Punten |
| ---- | -------------------- | ---------------------- | --- | --- | --- | --- | --- | --- | --- | --- | --- | --- | --- | --- | --- | --- | --- | --- | ------ |
| 1    | Lucinda Brand        | Baloise - Trek Lions   | 2   | 1   | 4   | 2   | 3   | 1   | 3   | 1   | /   | –   | 2   | 1   | 1   | 1   | –   | 2   | 432    |
| 2    | Denise Betsema       | Pauwels Sauzen-Bingoal | 3   | 2   | 2   | 1   | 4   | 5   | 2   | 3   | /   | 5   | 3   | 2   | 3   | 7   | –   | 8   | 361    |
| 3    | Puck Pieterse        | Alpecin-Fenix          | 8   | 5   | 5   | 4   | 2   | 2   | 7   | 5   | /   | 9   | 5   | 3   | 6   | 2   | 2   | 3   | 350    |
| 4    | Fem van Empel        | Pauwels Sauzen-Bingoal | 14  | 13  | 13  | 5   | 12  | 8   | 6   | 4   | /   | 1   | 4   | 4   | 11  | 5   | 1   | 4   | 315    |
| 5    | Marianne Vos         | Team Jumbo-Visma       | 1   | 4   | 1   | –   | –   | –   | –   | –   | /   | 2   | 1   | –   | 4   | 6   | –   | 1   | 254    |
| 6    | Shirin van Anrooij   | Baloise - Trek Lions   | 16  | 11  | 8   | 6   | 8   | 7   | 4   | 8   | /   | –   | 7   | 8   | 5   | 8   | –   | 6   | 236    |
| 7    | Inge van der Heijden | 777                    | 17  | 14  | 11  | 7   | 15  | 9   | 8   | 6   | /   | –   | 10  | 7   | 14  | 9   | 4   | 12  | 221    |
| 8    | Kata Blanka Vas      | Team SD Worx           | 6   | 6   | 3   | –   | 1   | 6   | –   | –   | /   | –   | –   | DNF | 8   | 4   | 3   | 5   | 211    |
| 9    | Hélène Clauzel       | A.S Bike Crossteam     | 7   | –   | 7   | 16  | 13  | 12  | 19  | 11  | /   | 6   | 22  | 6   | 12  | 11  | 6   | 14  | 202    |
| 10   | Annemarie Worst      | 777                    | 5   | 8   | 6   | –   | –   | 3   | 1   | 16  | /   | –   | 6   | 13  | –   | 3   | –   | –   | 192    |

## Mannen beloften

### Kalender en podia
| Datum      | Locatie                              | Eerste                                                       | Tweede                                                       | Derde                                                        | Leider in het klassement |
| ---------- | ------------------------------------ | ------------------------------------------------------------ | ------------------------------------------------------------ | ------------------------------------------------------------ | ------------------------ |
| 14/11/2021 | Cyclocross Tábor, Tábor              | Mees Hendrikx                                                | Ryan Kamp                                                    | Cameron Mason                                                | Mees Hendrikx            |
| 19/12/2021 | Citadelcross, Namen                  | Pim Ronhaar                                                  | Niels Vandeputte                                             | Mees Hendrikx                                                | Mees Hendrikx            |
| 26/12/2021 | Ambiancecross, Dendermonde           | Cameron Mason                                                | Pim Ronhaar                                                  | Mees Hendrikx                                                | Mees Hendrikx            |
| 16/01/2022 | Wereldbeker Flamanville, Flamanville | Emiel Verstrynge                                             | Ryan Kamp                                                    | Mees Hendrikx                                                | Mees Hendrikx            |
| 23/01/2022 | GP Adrie van der Poel, Hoogerheide   | De jeugdcategorieën zijn afgelast, vanwege de coronapandemie | De jeugdcategorieën zijn afgelast, vanwege de coronapandemie | De jeugdcategorieën zijn afgelast, vanwege de coronapandemie | Mees Hendrikx            |

### Eindstand
| Legenda | Legenda | Legenda | Legenda  | Legenda       | Legenda               | Legenda              |
| ------- | ------- | ------- | -------- | ------------- | --------------------- | -------------------- |
| 1e plek | 2e plek | 3e plek | 4 t/m 25 | -geen punten- | niet uitgereden (DNF) | – (niet deelgenomen) |

| Pos. | Renner           | TÁB | NAM | DEN | FLA | HOO | Punten |
| ---- | ---------------- | --- | --- | --- | --- | --- | ------ |
| 1    | Mees Hendrikx    | 1   | 3   | 3   | 3   | /   | 115    |
| 2    | Pim Ronhaar      | 8   | 1   | 2   | 4   | /   | 110    |
| 3    | Emiel Verstrynge | 5   | 4   | 5   | 1   | /   | 104    |
| 4    | Cameron Mason    | 3   | 5   | 1   | –   | /   | 86     |
| 5    | Ryan Kamp        | 2   | –   | 9   | 2   | /   | 77     |
| 6    | Jente Michels    | 7   | 6   | 6   | –   | /   | 59     |
| 7    | Gerben Kuypers   | –   | 8   | 8   | 5   | /   | 57     |
| 8    | Niels Vandeputte | 13  | 2   | 13  | –   | /   | 56     |
| 9    | Anton Ferdinande | 4   | 7   | 11  | –   | /   | 56     |
| 10   | Loris Rouiller   | 6   | 12  | –   | 6   | /   | 54     |

## Vrouwen beloften
Hoewel de vrouwen beloften deelnamen aan dezelfde races als de elite-categorie, hadden de vrouwen beloften hun eigen algemeen klassement en per wereldbekerwedstrijd een aparte podiumceremonie.

### Kalender en podia
| Datum      | Locatie                                | Eerste                                | Tweede                                | Derde                                 | Leidster in het klassement |
| ---------- | -------------------------------------- | ------------------------------------- | ------------------------------------- | ------------------------------------- | -------------------------- |
| 10/10/2021 | Wereldbeker Waterloo, Waterloo         | Kata Blanka Vas                       | Puck Pieterse                         | Gaia Realini                          | Kata Blanka Vas            |
| 13/10/2021 | Wereldbeker Fayetteville, Fayetteville | Puck Pieterse                         | Kata Blanka Vas                       | Shirin van Anrooij                    | Kata Blanka Vas            |
| 17/10/2021 | Wereldbeker Iowa City, Iowa City       | Kata Blanka Vas                       | Puck Pieterse                         | Shirin van Anrooij                    | Kata Blanka Vas            |
| 24/10/2021 | Cyclocross Zonhoven, Zonhoven          | Puck Pieterse                         | Fem van Empel                         | Shirin van Anrooij                    | Puck Pieterse              |
| 31/10/2021 | Druivencross, Overijse                 | Kata Blanka Vas                       | Puck Pieterse                         | Line Burquier                         | Puck Pieterse              |
| 14/11/2021 | Cyclocross Tábor, Tábor                | Puck Pieterse                         | Shirin van Anrooij                    | Fem van Empel                         | Puck Pieterse              |
| 21/11/2021 | Duinencross, Koksijde                  | Shirin van Anrooij                    | Fem van Empel                         | Puck Pieterse                         | Puck Pieterse              |
| 28/11/2021 | Wereldbeker Besançon, Besançon         | Fem van Empel                         | Puck Pieterse                         | Shirin van Anrooij                    | Puck Pieterse              |
| 05/12/2021 | Scheldecross, Antwerpen                | Afgelast vanwege de coronamaatregelen | Afgelast vanwege de coronamaatregelen | Afgelast vanwege de coronamaatregelen | Puck Pieterse              |
| 12/12/2021 | Wereldbeker Val di Sole, Val di Sole   | Fem van Empel                         | Puck Pieterse                         | Kiona Crabbé                          | Puck Pieterse              |
| 18/12/2021 | Cyclocross Rucphen, Rucphen            | Fem van Empel                         | Puck Pieterse                         | Shirin van Anrooij                    | Puck Pieterse              |
| 19/12/2021 | Citadelcross, Namen                    | Puck Pieterse                         | Fem van Empel                         | Shirin van Anrooij                    | Puck Pieterse              |
| 26/12/2021 | Ambiancecross, Dendermonde             | Shirin van Anrooij                    | Puck Pieterse                         | Fem van Empel                         | Puck Pieterse              |
| 02/01/2022 | Vestingcross, Hulst                    | Puck Pieterse                         | Fem van Empel                         | Shirin van Anrooij                    | Puck Pieterse              |
| 16/01/2022 | Wereldbeker Flamanville, Flamanville   | Fem van Empel                         | Puck Pieterse                         | Amandine Fouquenet                    | Puck Pieterse              |
| 23/01/2022 | GP Adrie van der Poel, Hoogerheide     | Puck Pieterse                         | Fem van Empel                         | Shirin van Anrooij                    | Puck Pieterse              |

### Eindstand
De stand van de vrouwen beloften werd opgemaakt aan de hand van de behaalde punten/resultaten in de vrouwen elite categorie. Er werd voor de wereldbekerpunten geen geschoonde ranglijst opgemaakt. De onderstaand vermelde uitslagen, zijn de behaalde uitslagen in de elitewedstrijd. 
| Legenda | Legenda | Legenda | Legenda  | Legenda       | Legenda               | Legenda              |
| ------- | ------- | ------- | -------- | ------------- | --------------------- | -------------------- |
| 1e plek | 2e plek | 3e plek | 4 t/m 25 | -geen punten- | niet uitgereden (DNF) | – (niet deelgenomen) |

| Pos. | Renster            | Team                          | WAT | FAY | IOW | ZON | OVE | TÁB | KOK | BEN | ANT | VAL | RUC | NAM | DEN | HUL | FLA | HOO | Punten |
| ---- | ------------------ | ----------------------------- | --- | --- | --- | --- | --- | --- | --- | --- | --- | --- | --- | --- | --- | --- | --- | --- | ------ |
| 1    | Puck Pieterse      | Alpecin-Fenix                 | 8   | 5   | 5   | 4   | 2   | 2   | 7   | 5   | /   | 9   | 5   | 3   | 6   | 2   | 2   | 3   | 350    |
| 2    | Fem van Empel      | Pauwels Sauzen-Bingoal        | 14  | 13  | 13  | 5   | 12  | 8   | 6   | 4   | /   | 1   | 4   | 4   | 11  | 5   | 1   | 4   | 315    |
| 3    | Shirin van Anrooij | Baloise Trek Lions            | 16  | 11  | 8   | 6   | 8   | 7   | 4   | 8   | /   | –   | 7   | 8   | 5   | 8   | –   | 6   | 236    |
| 4    | Line Burquier      | A.S. Bike CrossTeam           | –   | –   | –   | 8   | 6   | –   | –   | 10  | /   | –   | –   | 12  | –   | 15  | –   | 22  | 83     |
| 5    | Amandine Fouquenet | Arkéa                         | –   | –   | –   | –   | 10  | –   | 23  | 15  | /   | –   | –   | 19  | –   | –   | 11  | 15  | 63     |
| 6    | Gaia Realini       | Selle Italia Guerciotti Elite | 11  | 15  | 17  | –   | –   | 16  | –   | –   | /   | 20  | –   | 27  | 24  | –   | –   | 28  | 53     |
| 7    | Katie Clouse       | Cannondale-Cyclocrossworld    | 23  | 18  | –   | –   | –   | 22  | 28  | 9   | /   | –   | 26  | 26  | 19  | 19  | –   | –   | 46     |
| 8    | Kristýna Zemanová  | Brilon Racing Team MB         | –   | –   | –   | –   | –   | 20  | –   | –   | /   | –   | –   | –   | 26  | –   | 18  | 20  | 20     |
| 9    | Marie Schreiber    | Tormans-Circus                | 34  | 24  | 39  | 34  | DNF | 21  | 35  | 20  | /   | –   | –   | 51  | 39  | 25  | –   | 27  | 14     |
| 10   | Olivia Onesti      | Starcasino CX Team            | –   | –   | –   | 21  | 23  | 26  | 33  | 24  | /   | –   | –   | 24  | 27  | 32  | 25  | –   | 13     |

N.B. Kata Blanka Vas besloot om op het Europees kampioenschap uit te komen in de elite categorie, in plaats van de beloften categorie. Door deze keuze is Blanka Vas definitief overgestapt naar de elite categorie en mocht ze vanaf de wereldbekerwedstrijd in Tábor niet meer uitkomen in de beloften categorie.

## Jongens junioren

### Kalender en podia
| Datum      | Locatie                              | Eerste                                                       | Tweede                                                       | Derde                                                        | Leider in het klassement |
| ---------- | ------------------------------------ | ------------------------------------------------------------ | ------------------------------------------------------------ | ------------------------------------------------------------ | ------------------------ |
| 14/11/2021 | Cyclocross Tábor, Tábor              | David Haverdings                                             | Nathan Smith                                                 | Yordi Corsus                                                 | David Haverdings         |
| 19/12/2021 | Citadelcross, Namen                  | David Haverdings                                             | Kenay De Moyer                                               | Corentin Lequet                                              | David Haverdings         |
| 26/12/2021 | Ambiancecross, Dendermonde           | David Haverdings                                             | Nathan Smith                                                 | Viktor Vandenberghe                                          | David Haverdings         |
| 16/01/2022 | Wereldbeker Flamanville, Flamanville | David Haverdings                                             | Louka Lesueur                                                | Luca Paletti                                                 | David Haverdings         |
| 23/01/2022 | GP Adrie van der Poel, Hoogerheide   | De jeugdcategorieën zijn afgelast, vanwege de coronapandemie | De jeugdcategorieën zijn afgelast, vanwege de coronapandemie | De jeugdcategorieën zijn afgelast, vanwege de coronapandemie | David Haverdings         |

### Eindstand
| Legenda | Legenda | Legenda | Legenda  | Legenda       | Legenda               | Legenda              |
| ------- | ------- | ------- | -------- | ------------- | --------------------- | -------------------- |
| 1e plek | 2e plek | 3e plek | 4 t/m 25 | -geen punten- | niet uitgereden (DNF) | – (niet deelgenomen) |

| Pos. | Renner              | TÁB | NAM | DEN | FLA | HOO | Punten |
| ---- | ------------------- | --- | --- | --- | --- | --- | ------ |
| 1    | David Haverdings    | 1   | 1   | 1   | 1   | /   | 160    |
| 2    | Louka Lesueur       | 5   | 4   | 4   | 2   | /   | 95     |
| 3    | Nathan Smith        | 2   | 13  | 2   | –   | /   | 73     |
| 4    | Corentin Lequet     | 17  | 3   | 10  | 4   | /   | 72     |
| 5    | Kenay De Moyer      | 8   | 2   | 5   | –   | /   | 69     |
| 6    | Viktor Vandenberghe | 6   | 6   | 3   | –   | /   | 65     |
| 7    | Yordi Corsus        | 3   | 7   | 8   | –   | /   | 62     |
| 8    | Luca Paletti        | 7   | 16  | 43  | 3   | /   | 54     |
| 9    | Ben Askey           | 4   | –   | 6   | –   | /   | 42     |
| 10   | Kay De Bruyckere    | 13  | 8   | 16  | –   | /   | 41     |

## Meisjes junioren

### Kalender en podia
| Datum      | Locatie                              | Eerste                                                       | Tweede                                                       | Derde                                                        | Leidster in het klassement |
| ---------- | ------------------------------------ | ------------------------------------------------------------ | ------------------------------------------------------------ | ------------------------------------------------------------ | -------------------------- |
| 14/11/2021 | Cyclocross Tábor, Tábor              | Zoe Bäckstedt                                                | Leonie Bentveld                                              | Federica Venturelli                                          | Zoe Bäckstedt              |
| 19/12/2021 | Citadelcross, Namen                  | Zoe Bäckstedt                                                | Leonie Bentveld                                              | Valentina Corvi                                              | Zoe Bäckstedt              |
| 26/12/2021 | Ambiancecross, Dendermonde           | Zoe Bäckstedt                                                | Leonie Bentveld                                              | Xaydée Van Sinaey                                            | Zoe Bäckstedt              |
| 16/01/2022 | Wereldbeker Flamanville, Flamanville | Leonie Bentveld                                              | Valentina Corvi                                              | Katerina Hladiková                                           | Leonie Bentveld            |
| 23/01/2022 | GP Adrie van der Poel, Hoogerheide   | De jeugdcategorieën zijn afgelast, vanwege de coronapandemie | De jeugdcategorieën zijn afgelast, vanwege de coronapandemie | De jeugdcategorieën zijn afgelast, vanwege de coronapandemie | Leonie Bentveld            |

### Eindstand
| Legenda | Legenda | Legenda | Legenda  | Legenda       | Legenda               | Legenda              |
| ------- | ------- | ------- | -------- | ------------- | --------------------- | -------------------- |
| 1e plek | 2e plek | 3e plek | 4 t/m 25 | -geen punten- | niet uitgereden (DNF) | – (niet deelgenomen) |

| Pos. | Renster             | TÁB | NAM | DEN | FLA | HOO | Punten |
| ---- | ------------------- | --- | --- | --- | --- | --- | ------ |
| 1    | Leonie Bentveld     | 2   | 2   | 2   | 1   | /   | 130    |
| 2    | Zoe Bäckstedt       | 1   | 1   | 1   | –   | /   | 120    |
| 3    | Lauren Molengraaf   | 6   | 5   | 5   | 4   | /   | 84     |
| 4    | Federica Venturelli | 3   | 9   | 8   | 5   | /   | 81     |
| 5    | Valentina Corvi     | 20  | 3   | 9   | 2   | /   | 78     |
| 6    | Kateřina Hladíková  | 4   | 6   | 15  | 3   | /   | 76     |
| 7    | Eliška Hanáková     | 18  | 6   | 4   | 6   | /   | 70     |
| 8    | Julia Kopecký       | 13  | 12  | 10  | 8   | /   | 61     |
| 9    | Vanda Dlasková      | 16  | 14  | 7   | 10  | /   | 57     |
| 10   | Xaydée Van Sinaey   | 9   | 15  | 3   | –   | /   | 53     |

N.B.: Zoe Bäckstedt kon haar koppositie in Flamanville niet verdedigen wegens een Coronabesmetting.

## Prijzengeld
In onderstaande tabel volgt de verdeling van het prijzengeld per categorie.
| Pos.   | Per cross    | Per cross     | Per cross  | Per cross                | Algemeen klassement  |
| Pos.   | Mannen elite | Vrouwen elite | Mannen U23 | Jongens/meisjes junioren | Mannen/vrouwen elite |
| ------ | ------------ | ------------- | ---------- | ------------------------ | -------------------- |
| 1.     | € 5.000      | € 5.000       | € 175      | € 150                    | € 30.000             |
| 2.     | € 3.500      | € 3.500       | € 120      | € 100                    | € 20.000             |
| 3.     | € 3.000      | € 3.000       | € 90       | € 70                     | € 16.000             |
| 4.     | € 2.700      | € 2.700       | € 70       | € 60                     | € 14.000             |
| 5.     | € 2.500      | € 2.500       | € 60       | € 50                     | € 12.000             |
| 6.     | € 2.000      | € 2.000       | € 50       | € 50                     | € 10.000             |
| 7.     | € 1.800      | € 1.800       | € 50       | € 50                     | € 9.000              |
| 8.     | € 1.600      | € 1.600       | € 50       | € 40                     | € 8.000              |
| 9.     | € 1.400      | € 1.400       | € 50       | € 40                     | € 7.000              |
| 10.    | € 1.200      | € 1.200       | € 50       | € 40                     | € 6.000              |
| 11.    | € 1.000      | € 1.000       | € 30       | € 30                     | € 5.000              |
| 12.    | € 900        | € 900         | € 30       | € 30                     | € 4.000              |
| 13.    | € 850        | € 850         | € 30       | € 30                     | € 3.000              |
| 14.    | € 800        | € 800         | € 30       | € 30                     | € 3.000              |
| 15.    | € 750        | € 750         | € 30       | € 30                     | € 2.000              |
| 16.    | € 700        | € 700         | € 20       | –                        | € 2.000              |
| 17.    | € 650        | € 650         | € 20       | –                        | € 1.000              |
| 18.    | € 600        | € 600         | € 20       | –                        | € 1.000              |
| 19.    | € 550        | € 550         | € 20       | –                        | € 1.000              |
| 20.    | € 500        | € 500         | € 20       | –                        | € 1.000              |
| 21-30  | € 450        | € 450         | –          | –                        | –                    |
| 31-40  | € 300        | € 300         | –          | –                        | –                    |
| Totaal | € 39.500     | € 39.500      | € 1.015    | € 800                    | € 155.000            |

| Rood gearceerde tekst: verhoging prijzengeld t.o.v. voorgaand seizoen |

## Tv-rechten
In België werd de Wereldbeker uitgezonden door tv-aanbieder Telenet (Play Sports) en tv-aanbieder Proximus (Pickx Sports). Daarnaast zond de publieke omroep Sporza de volgende 8 crossen uit: Iowa City, Zonhoven, Koksijde, Antwerpen, Rucphen, Dendermonde, Hulst en Hoogerheide. De rest van de wereldbekers zond Sporza in samenvatting uit.
In Nederland werd de wereldbeker uitgezonden door de commerciële zender Eurosport. Bovendien had de publieke omroep, de NOS de rechten in handen. De NOS zond slechts een aantal crossen op tv uit, wanneer de programmering dit toeliet; er werden ook enkele crossen online uitgezonden. De NOS heeft uiteindelijk de vrouwen crossen van Tábor, Koksijde, Val di Sole, Namen, Hulst, Flamanville en Hoogherheide live uitgezonden op NPO 1, evenals de mannenwedstrijden van Hulst en Flamanville. De meeste Nederlanders hadden ook het Belgische Sporza in hun zenderpakket.